# Myriam Michelson
Pour les articles homonymes, voir Michelson.
Myriam Michelson, née vers 1937 et morte le 13 octobre 1967 à Bougival (Yvelines), est une actrice et danseuse originaire de Finlande, connue essentiellement pour avoir participé à la promotion du letkiss en France et en Europe dans les années 1964-1965.

## Biographie
Au début des années 1960, Myriam Michelson est une de ces nombreuses « starlettes » qui durant le Festival de Cannes s'exhibent en bikini sur la plage, entourées de nuées de photographes, dans l'espoir d'attirer l'attention de producteurs ou réalisateurs. Elle décroche ainsi quelques rôles secondaires (généralement non crédités), notamment dans Faites sauter la banque ! (1963), Les Parapluies de Cherbourg (1964), La Fabuleuse Aventure de Marco Polo (1965).
Elle accède brusquement à la notoriété durant l'hiver 1964-1965 lorsque Eddie Barclay la choisit pour lancer en France la mode du letkiss : elle est chargée de présenter cette danse (d'origine finlandaise) dans les discothèques et sur les couvertures des disques, Barclay en fait même une chanteuse le temps d'un morceau, elle passe sur les télévisions européennes, obtient une éphémère célébrité internationale.
Un an plus tard, la vague du letkiss est retombée aussi vite qu'elle était apparue. Myriam, enceinte, tombe dans l'oubli et les embarras financiers.
Elle met fin à ses jours le 13 octobre 1967 en se précipitant du 5e étage de l'immeuble qu'elle habite à Bougival, entraînant dans la mort ses deux filles jumelles âgées de 15 mois. Elle avait alors trente ans.

## Filmographie

### Cinéma
- 1962 : O antras tis gynaikas mou : Une strip-teaseuse
- 1964 : Les parapluies de Cherbourg : Une fille au café
- 1964 : Faites sauter la banque : Mireille
- 1965 : La Fabuleuse Aventure de Marco Polo : Une princesse chinoise